# Franz Oexle
Franz Oexle (* 10. Dezember 1922 in Überlingen; † 25. März 2018 in Gottlieben, Thurgau, Schweiz) war ein deutscher Journalist und Chefredakteur des Südkuriers.

## Leben
Franz Oexle wuchs in Überlingen am Bodensee auf. Seine Vorfahren stammten vom Großen Heuberg auf der Schwäbischen Alb sowie aus Kreenheinstetten nahe Sigmaringen. Einer seiner Ahnen war der Ordensgeistliche und bekannte Barock-Schriftsteller Abraham a Sancta Clara (Johann Ulrich Megerle).
Als Soldat im Zweiten Weltkrieg war Oexle in Russland und Frankreich. Nach Kriegsende studierte er von 1945 bis 1951 Germanistik, Philosophie, Englisch und Geschichte in Freiburg im Breisgau, Tübingen und Basel. Er wurde 1950 an der Albert-Ludwigs-Universität Freiburg in Freiburg im Breisgau mit der Dissertation  Wielands Begegnung mit dem Sturm und Drang zum Dr. phil. promoviert. 1953/54 war er als Postdoc an der University of Oregon. Ab 1964 war er Dozent am Internationalen Institut für Journalismus in Entwicklungsländern mit dem Schwerpunkt Ostasien.
Oexle trat 1951 in den Dienst der Konstanzer Tageszeitung Südkurier ein und war Politikredakteur, später Chef vom Dienst. Im Jahr 1966 übernahm Oexle in Nachfolge von Alfred Gerigk den Posten des Chefredakteurs des Südkuriers. 1987 ging er in den Ruhestand und übergab an seinen Nachfolger Gerd Appenzeller. Von 1988 bis 1992 war er Mitherausgeber des Südkuriers.
1988 wurde er mit dem Bundesverdienstkreuz des Verdienstordens der Bundesrepublik Deutschland ausgezeichnet.

## Schriften
- Die Inseln im Bodensee: Lindau, Mainau, Reichenau, Herrsching, Luzern 1984, ISBN 3761106599.
- Der Bodensee, Siegloch Edition 1985
- Wohin führt die Reise? Wegbeschreibungen, Verlag des Südkurier Konstanz, 1982
- Japan – Geheimnisse eines Wirtschaftsriesen, Verlag des Südkurier Konstanz, 1982
- Journalisten und die Bilder in unseren Köpfen. Glanz und Elend des Nachrichtenhandwerks, Universitätsverlag Konstanz 1993, ISBN 3879404623
- Der Grenzgänger. Wegstrecke eines Chefredaktors in diesem Jahrhundert (Erlebtes aus sechs Jahrzehnten 1932–1992), Verlag des Südkurier Konstanz 1999